# Івшем Тауншип (Нью-Джерсі)
Івшем Тауншип (англ. Evesham Township) — селище (англ. township) в США, в окрузі Берлінгтон штату Нью-Джерсі. Населення — 46 826 осіб (2020).

## Демографія
Згідно з переписом 2010 року, у селищі мешкало 45 538 осіб у 17 620 домогосподарствах у складі 12 312 родин. Було 18303 помешкання
Расовий склад населення:
| - 87,0 % — білих - 6,2 % — азіатів - 4,2 % — чорних або афроамериканців - 0,1 % — корінних американців |

До двох чи більше рас належало 1,7 %. Частка іспаномовних становила 3,4 % від усіх жителів.
За віковим діапазоном населення розподілялося таким чином: 23,3 % — особи молодші 18 років, 63,6 % — особи у віці 18—64 років, 13,1 % — особи у віці 65 років та старші. Медіана віку мешканця становила 40,5 року. На 100 осіб жіночої статі у селищі припадало 91,3 чоловіків;  на 100 жінок у віці від 18 років та старших — 87,9 чоловіків також старших 18 років.
Середній дохід на одне домашнє господарство  становив 109 002 долари США (медіана — 90 797), а середній дохід на одну сім'ю — 126 444 долари (медіана — 107 465). Медіана доходів становила 75 082 долари для чоловіків та 54 593 долари для жінок. За межею бідності перебувало 5,3 % осіб, у тому числі 7,1 % дітей у віці до 18 років та 6,5 % осіб у віці 65 років та старших.
Цивільне працевлаштоване населення становило 24 936 осіб. Основні галузі зайнятості: освіта, охорона здоров'я та соціальна допомога — 25,1 %, науковці, спеціалісти, менеджери — 14,3 %, роздрібна торгівля — 11,7 %, фінанси, страхування та нерухомість — 10,4 %.